# Austin-Flint-Geräusch
Das Austin-Flint-Geräusch ist ein diastolisches Herzgeräusch, das bei einer  Aorteninsuffizienz auftreten kann. Das Geräusch tritt middiastolisch bis präsystolisch auf und kann am lautesten über der Herzspitze auskultiert werden (punctum maximum). Der Auskultationsbefund kann schwer von dem einer Mitralstenose zu unterscheiden sein.
Gemäß einer verbreiteten Theorie, die auch echokardiografisch untermauert wurde, ist die Vibration des vorderen Segels (Cuspis anterior) der Mitralklappe infolge des Auftreffens des Aorteninsuffizienz-bedingten Blutstroms (Regurgitationsjet) ursächlich für das Austin-Flint-Geräusch, andere vorgeschlagene Mechanismen können aber auch eine Rolle spielen. Mit bildgebenden Verfahren wurde zudem das Auftreffen des Regurgitationsjets auf das Endokard der linken Herzkammer dargestellt und für das Austin-Flint-Geräusch verantwortlich gemacht.
Der diagnostische Stellenwert des Geräusches ist unklar.
Der Auskultationsbefund wurde durch den amerikanischen Arzt Austin Flint 1859 entdeckt und 1862 beschrieben.